# Bakaiku
Bakaiku – gmina w Hiszpanii, w prowincji Nawarra, o powierzchni 11,77 km². W 2011 roku gmina liczyła 333 mieszkańców.